# Honda RA108
Chronologie des modèles (2008)
Honda RA107
La Honda RA108 est la monoplace de l'écurie Honda Racing F1 Team lors de la saison 2008 de Formule 1. Elle est pilotée par le Brésilien Rubens Barrichello et par le Britannique Jenson Button et les pilotes d'essais sont Mike Conway, Luca Filippi et Alexander Wurz.
La voiture a été dévoilée lors des essais privés sur le Circuit Ricardo Tormo  le 23 janvier 2008, une semaine avant sa présentation officielle au siège de l'écurie à Brackley, en Angleterre. Pour cette saison, Ross Brawn est nommé directeur d'écurie, et Jörg Zander, ancien chef designer chez BMW Sauber, est nommé directeur technique adjoint.
En 2008, la FIA a imposé à toutes les équipes d'utiliser une même boîte de vitesses pendant 4 courses consécutives ainsi qu'un nouveau système électronique commun Standard Engine Control Unit supprimant l'antipatinage et d'autres aides électroniques.
Lors des essais au circuit Paul Ricard avant le Grand Prix de Monaco, les ailes Dumbo du nez de la RA108 ont été modifiées et testées. Ces modifications ont été introduites lors du Grand Prix d'Espagne.
À la fin de la saison, l'écurie termine neuvième avec 14 points, son meilleur résultat étant d'avoir réussi à atteindre le podium grâce à la troisième place de Rubens Barrichello sous la pluie à Silverstone.
La Honda RA108 est à ce jour la dernière monoplace de Formule 1 produite par Honda. Le constructeur se retire de la Formule 1 et revend l'écurie à Ross Brawn, qui la renomme Brawn GP. Le châssis prévu pour être la Honda RA109 est modifié pour accueillir un moteur Mercedes et devient la BGP 001, qui remporte 8 victoires et les deux titres en 2009.

## Résultats en championnat du monde de Formule 1

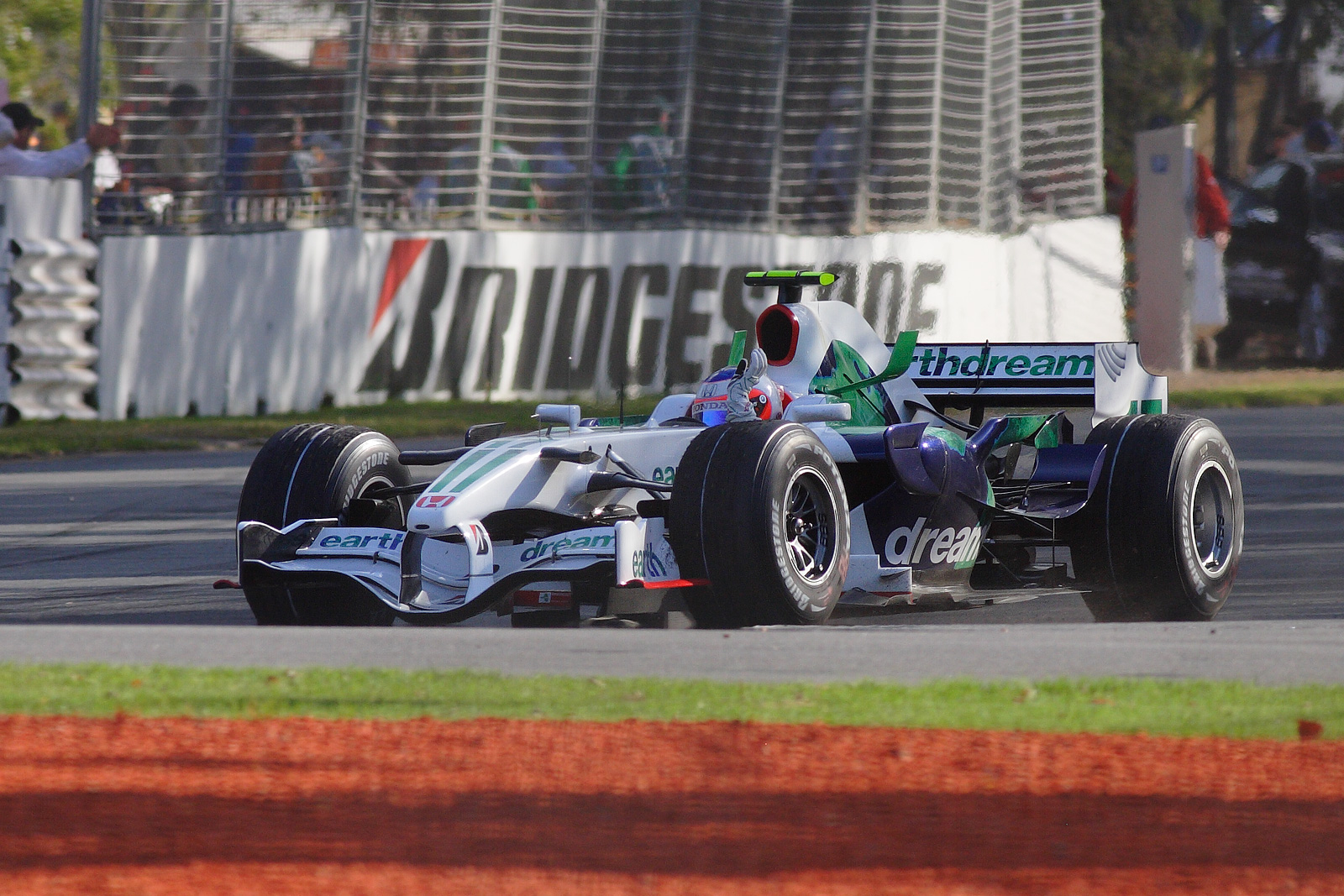
Rubens Barrichello à bord de la Honda RA108 au Grand Prix d'Australie 2008

| Saison | Écurie               | Moteur    | Pneus       | Pilotes            | Courses | Courses | Courses | Courses | Courses | Courses | Courses | Courses | Courses | Courses | Courses | Courses | Courses | Courses | Courses | Courses | Courses | Courses | Points inscrits | Classement |
| Saison | Écurie               | Moteur    | Pneus       | Pilotes            | 1       | 2       | 3       | 4       | 5       | 6       | 7       | 8       | 9       | 10      | 11      | 12      | 13      | 14      | 15      | 16      | 17      | 18      | Points inscrits | Classement |
| ------ | -------------------- | --------- | ----------- | ------------------ | ------- | ------- | ------- | ------- | ------- | ------- | ------- | ------- | ------- | ------- | ------- | ------- | ------- | ------- | ------- | ------- | ------- | ------- | --------------- | ---------- |
| 2008   | Honda Racing F1 Team | Honda V10 | Bridgestone |                    | AUS     | MAL     | BAH     | ESP     | TUR     | MON     | CAN     | FRA     | GBR     | ALL     | HON     | EUR     | BEL     | ITA     | SIN     | JAP     | CHI     | BRÉ     | 14              | 9e         |
| 2008   | Honda Racing F1 Team | Honda V10 | Bridgestone | Jenson Button      | Abd     | 10e     | Abd     | 6e      | 11e     | 11e     | 11e     | Abd     | Abd     | 17e     | 12e     | 13e     | 15e     | 15e     | 9e      | 14e     | 16e     | 13e     | 14              | 9e         |
| 2008   | Honda Racing F1 Team | Honda V10 | Bridgestone | Rubens Barrichello | Dsq     | 13e     | 11e     | Abd     | 14e     | 6e      | 7e      | 14e     | 3e      | Abd     | 16e     | 16e     | Abd     | 17e     | Abd     | 13e     | 11e     | 15e     | 14              | 9e         |

Légende : ici 